# Lac Labaz
Le lac Labaz (en russe : озеро Лабаз) est un lac, situé sur la péninsule de Taïmyr, dans le kraï de Krasnoïarsk, au nord de la Russie.